# Edvard Stenlåås
Knut Edvard Stenlåås, född 23 april 1896 i Eksjö stadsförsamling i Jönköpings län, död 13 april 1968 i Nässjö församling i Jönköpings län, var en svensk arkitekt.
Stenlåås avlade 1917 studentexamen i Kalmar och 1924 avgångsexamen vid Kungliga Tekniska högskolan. Mellan 1924 och 1946 tjänstgjorde han som arkitekt i Stockholm och från 1947 som stadsarkitekt i Nässjö; denna befattning hade han även i Hjo, Skövde och Ulricehamn.
Stenlåås var son till byggmästaren Anders Andersson (född 1861) och Josefina Vilhelmina Johansson (född 1862). Han var mellan 1928 och 1933 gift med Kjerstin Göransson-Ljungman och från 1939 med Alice Maria Karlsson (1906–2001).